# Floortje naar het einde van de wereld
Floortje naar het einde van de wereld (ook wel kortweg Floortje genoemd) is een Nederlands televisieprogramma dat wordt uitgezonden door de BNNVARA op NPO 1. In dit programma draait het om portretten van mensen die op een afgelegen plek op aarde wonen. Het programma wordt gepresenteerd door Floortje Dessing, aan wie het ook de titel ontleent.

## Het programma
Het programma volgt Floortje die op reis gaat naar een afgelegen bestemming om daar een portret te maken van mensen die in een relatief geïsoleerde uithoek van de wereld wonen. Daarvoor loopt ze een paar dagen met hen mee om uit te zoeken wat hun beweegredenen zijn en hoe het is om op zo'n afgelegen plek te leven. De meest bekeken uitzending, met bijna drie miljoen kijkers, werd uitgezonden op 12 maart 2017. In deze aflevering bezoekt ze de enige twee bewoners van het Australische Maatsuykereiland.

## Afleveringen

### Seizoen 1
| Aflevering | Datum            | Bestemming          | Land          | Kijkcijfers |
| ---------- | ---------------- | ------------------- | ------------- | ----------- |
| 1          | 2 januari 2014   | Gorge River         | Nieuw-Zeeland | 1.808.000   |
| 2          | 9 januari 2014   | Karasjok            | Noorwegen     | 1.432.000   |
| 3          | 16 januari 2014  | Yendegaia           | Chili         | 1.925.000   |
| 4          | 23 januari 2014  | Restoration Island  | Australië     | 2.106.000   |
| 5          | 30 januari 2014  | Stóra Dímun         | Faeröer       | 2.193.000   |
| 6          | 6 februari 2014  | Qikiqtarjuaq        | Canada        | 2.145.000   |
| 7          | 13 februari 2014 | Kafue National Park | Zambia        | 2.019.000   |
| 8          | 20 februari 2014 | Kabul               | Afghanistan   | 1.682.000   |

### Seizoen 2
| Aflevering | Datum           | Bestemming              | Land        | Kijkcijfers |
| ---------- | --------------- | ----------------------- | ----------- | ----------- |
| 1          | 1 januari 2015  | Tarangire National Park | Tanzania    | 1.667.000   |
| 2          | 8 januari 2015  | Jamestown               | Sint-Helena | 2.258.000   |
| 3          | 15 januari 2015 | Canna                   | Schotland   | 2.130.000   |
| 4          | 4 februari 2015 | Sani Isla               | Ecuador     | 1.820.000   |

### Seizoen 3
| Aflevering | Datum            | Bestemming         | Land             | Kijkcijfers |
| ---------- | ---------------- | ------------------ | ---------------- | ----------- |
| 1          | 28 oktober 2015  | Palmerstoneiland   | Cookeilanden     | 1.981.000   |
| 2          | 4 november 2015  | Terlingua, Texas   | Verenigde Staten | 1.771.000   |
| 3          | 11 november 2015 | Bello Horizonte    | Peru             | 1.856.000   |
| 4          | 18 november 2015 | Pyramiden          | Spitsbergen      | 1.937.000   |
| 5          | 25 november 2015 | Río Caña           | Panama           | 1.609.000   |
| 6          | 2 december 2015  | Kahli Cove, Alaska | Verenigde Staten | 2.070.000   |

### Seizoen 4
| Aflevering | Datum            | Bestemming     | Land          | Kijkcijfers |
| ---------- | ---------------- | -------------- | ------------- | ----------- |
| 1          | 13 januari 2016  | Tsagaannuur    | Mongolië      | 1.956.000   |
| 2          | 20 januari 2016  | Epi            | Vanuatu       | 2.119.000   |
| 3          | 27 januari 2016  | Kopila Valley  | Nepal         | 2.160.000   |
| 4          | 3 februari 2016  | La Nouvelle    | Réunion       | 2.423.000   |
| 5          | 10 februari 2016 | Namibwoestijn  | Namibië       | 2.219.000   |
| 6          | 17 februari 2016 | Ahuriri Valley | Nieuw-Zeeland | 2.549.000   |

### Seizoen 5
| Aflevering | Datum            | Bestemming                | Land      | Kijkcijfers |
| ---------- | ---------------- | ------------------------- | --------- | ----------- |
| 1          | 19 februari 2017 | Wrangel                   | Rusland   | 2.917.000   |
| 2          | 26 februari 2017 | Nationaal park Haut Niger | Guinee    | 2.775.000   |
| 3          | 5 maart 2017     | Nomuka                    | Tonga     | 2.516.000   |
| 4          | 12 maart 2017    | Maatsuykereiland          | Australië | 2.966.000   |
| 5          | 19 maart 2017    | Coyhaique                 | Chili     | 2.735.000   |
| 6          | 26 maart 2017    | Ban Nai Soi               | Thailand  | 2.452.000   |

### Seizoen 6
| Aflevering | Datum            | Bestemming                    | Land                | Kijkcijfers |
| ---------- | ---------------- | ----------------------------- | ------------------- | ----------- |
| 1          | 28 december 2017 | Ruby, Alaska                  | Verenigde Staten    | 1.442.000   |
| 2          | 4 januari 2018   | Sanaa                         | Jemen               | 1.649.000   |
| 3          | 11 januari 2018  | Atlantis Ecological Community | Colombia            | 1.779.000   |
| 4          | 18 januari 2018  | (precieze locatie onbekend)   | Zuid-Afrika         | 1.569.000   |
| 5          | 25 januari 2018  | Sampela                       | Indonesië           | 1.549.000   |
| 6          | 2 februari 2018  | Sierra Nevada, Californië     | Verenigde Staten    | 1.489.000   |
| 7          | 9 februari 2018  | Kikori                        | Papoea-Nieuw-Guinea | 1.000.000   |

### Seizoen 7
| Aflevering | Datum            | Bestemming          | Land                                           | Kijkcijfers |
| ---------- | ---------------- | ------------------- | ---------------------------------------------- | ----------- |
| 1          | 28 februari 2019 | Grytviken           | Zuid-Georgia en de Zuidelijke Sandwicheilanden | 1.327.000   |
| 2          | 7 maart 2019     | Grytviken           | Zuid-Georgia en de Zuidelijke Sandwicheilanden | 1.425.000   |
| 3          | 14 maart 2019    | Vanderlin Island    | Australië                                      | 1.320.000   |
| 4          | 21 maart 2019    | Wyoming             | Verenigde Staten                               | 1.024.000   |
| 5          | 28 maart 2019    | Colonia             | Uruguay                                        | 1.259.000   |
| 6          | 4 april 2019     | Cape Bretoneiland   | Canada                                         | 1.395.000   |
| 7          | 11 april 2019    | Cambodjaanse jungle | Cambodja                                       | 1.300.000   |

### Seizoen 8
| Aflevering | Datum         | Bestemming     | Land       | Kijkcijfers |
| ---------- | ------------- | -------------- | ---------- | ----------- |
| 1          | 17 maart 2022 |                | Belize     | 1.403.000   |
| 2          | 24 maart 2022 | Patagonië      | Argentinië | 1.576.000   |
| 3          | 31 maart 2022 | Mohéli         | Comoren    | 1.672.000   |
| 4          | 7 april 2022  | Santa Maria    | Portugal   | 1.412.000   |
| 5          | 21 april 2022 | Masai Mara     | Kenia      | 1.571.000   |
| 6          | 26 juni 2022  | Dalsland       | Zweden     | 1.211.000   |
| 7          | 3 juli 2022   | Julische Alpen | Slovenië   | 1.102.000   |

### Seizoen 9
| Aflevering | Datum            | Bestemming         | Land                | Kijkcijfers |
| ---------- | ---------------- | ------------------ | ------------------- | ----------- |
| 1          | 26 oktober 2023  |                    | Zimbabwe            |             |
| 2          | 2 november 2023  | Shikoku            | Japan               |             |
| 3          | 9 november 2023  | Litløya            | Noorwegen           |             |
| 4          | 16 november 2023 | Kugluktuk, Nunavut | Canada              | 1.056.000   |
| 5          | 23 november 2023 | Pitcairn           | Verenigd Koninkrijk |             |
| 6          | 30 november 2023 | Ban Naklang        | Thailand            |             |

## Floortje terug naar het einde van de wereld
In de zesdelige serie Floortje terug naar het einde van de wereld, die begon op 20 februari 2020, gaat Floortje terug naar verscheidene mensen die zij al eerder voor het programma heeft bezocht, om te kijken hoe het nu, jaren later, met hen gaat.

## Kijkcijfers en prijzen
Floortje naar het einde van de wereld is gelet op de kijkcijfers een zeer populair programma. De afleveringen worden door 1 tot 3 miljoen kijkers bekeken en de serie behaalt marktaandelen van meer dan 30%.

### Prijzen
In 2014 won het programma de BVN Trofee voor het best gewaardeerde programma van Nederland en Vlaanderen. In 2016 werd het programma bekroond met de prestigieuze Gouden Televizier-Ring, een belangrijke publieksprijs voor het beste televisieprogramma van Nederland. Ook werd Floortje Dessing uitgeroepen tot Omroepvrouw van het Jaar 2016.